# Sveti Florjan
Florjan, svetnik, * Cannabiaca, Stari Rim (danes Zeiselmauer pri Tullnu, Avstrija), † 4. maj 304 Lauriacum (nekdaj Norik, danes Lorch v Zgornji Avstriji)

## Svetnik
Sv. Florjan je bil veteran rimske vojske ter visoki državni uslužbenec v mestu Cetium. Za časa preganjanj kristjanov so ga privedli v pogansko svetišče na kraju Dioklecijanovega pregnanstva, da bi pred vsemi žrtvoval poganskim bogovom. Okrivljen je bil, ker je bil kristjan in ker je v Lauriacumu obiskoval kristjane ter jih bodril, naj vztrajajo v izgnanstvu. Pozvali so ga, naj se tudi sam odreče svojemu krščanskemu prepričanju. Florjan o tem ni hotel niti slišati, kaj šele zatajiti svojo vero, zato so ga mučili in pretepli. Nazadnje so ga obsodili na smrt in ga z mlinskim kamnom okrog vratu vrgli v reko Enns, da je umrl kot mučenec. 
To se je zgodilo 4. maja leta 304, zato je bil ta dan izbran za njegov god. Telo, ki so ga pozneje našli je pokopala vdova z imenom Valerija. Mučenikovo telo je pokopano nedaleč od Lauriacuma, nad grobom je kasneje nastala slavna opatija St. Florjan. 
Čaščenje sv. Florjana je razširjeno po Avstriji, Bavarskem, tudi po naših krajih. Sv. Florjan je zavetnik proti požarom in poplavam in zavetnik gasilcev. V Dravski banovini so se gasilci imenovali tudi »vitezi sv. Florjana«. 